# Louise-Victoire de La Force
Louise-Victoire de La Force, född 1665, död 1722, var en fransk hovfunktionär. Hon var omtalad som mätress till den franska tronföljaren Ludvig av Frankrike (1661–1711).

## Biografi
Louise-Victoire de La Force var dotter till Jacques-Nompar de Caumont, hertig av La Force (1632–1699) och Marie de Saint-Simon-Courtomer (c. 1639–1670). 
Louise-Victoire blev hovfröken hos Frankrikes kronprinsessa Maria Anna Victoria av Bayern 1686. Som sådan lydde hon under Marguerite de Montchevreuil. Hon hade utnämnts sedan hon konverterat till katolicismen från protestantismen. 
Elisabeth Charlotte av Pfalz anklagar i sina memoarer Marguerite de Montchevreuil för att arrangera för kronprinsen att vara otrogen med kronprinsessans hovfröknar Marie-Armande de Rambures och Louise-Victoire de La Force medan hans maka uppehölls av sin gunstling Barbara Bessola, på uppdrag av Madame de Maintenon. Förhållandet väckte skandal. Hon beskrivs som vacker och omtalas i flera samtida memoarer. Kronprinsens hade samma enligt uppgift också ett kort förhållande med systrarna Marie Elisabeth de Gramont och Claude-Charlotte de Gramont.
Louise-Victoire de La Force gifte sig 1688 med Louis Scipion III de Grimoard de Beauvoir, Marquis du Roure och Marquis de Grisac (d. 1690). Äktenskapet hade arrangerats av kungen för att avlägsna henne från hovet. Vid samma tidpunkt beslutade kungen också att kronprinsessan inte längre skulle ha hovfröknar utan bara gifta hovdamer. Hon fick två barn, men inget med kronprinsen.